# Polizeipräsidium Oberbayern Nord

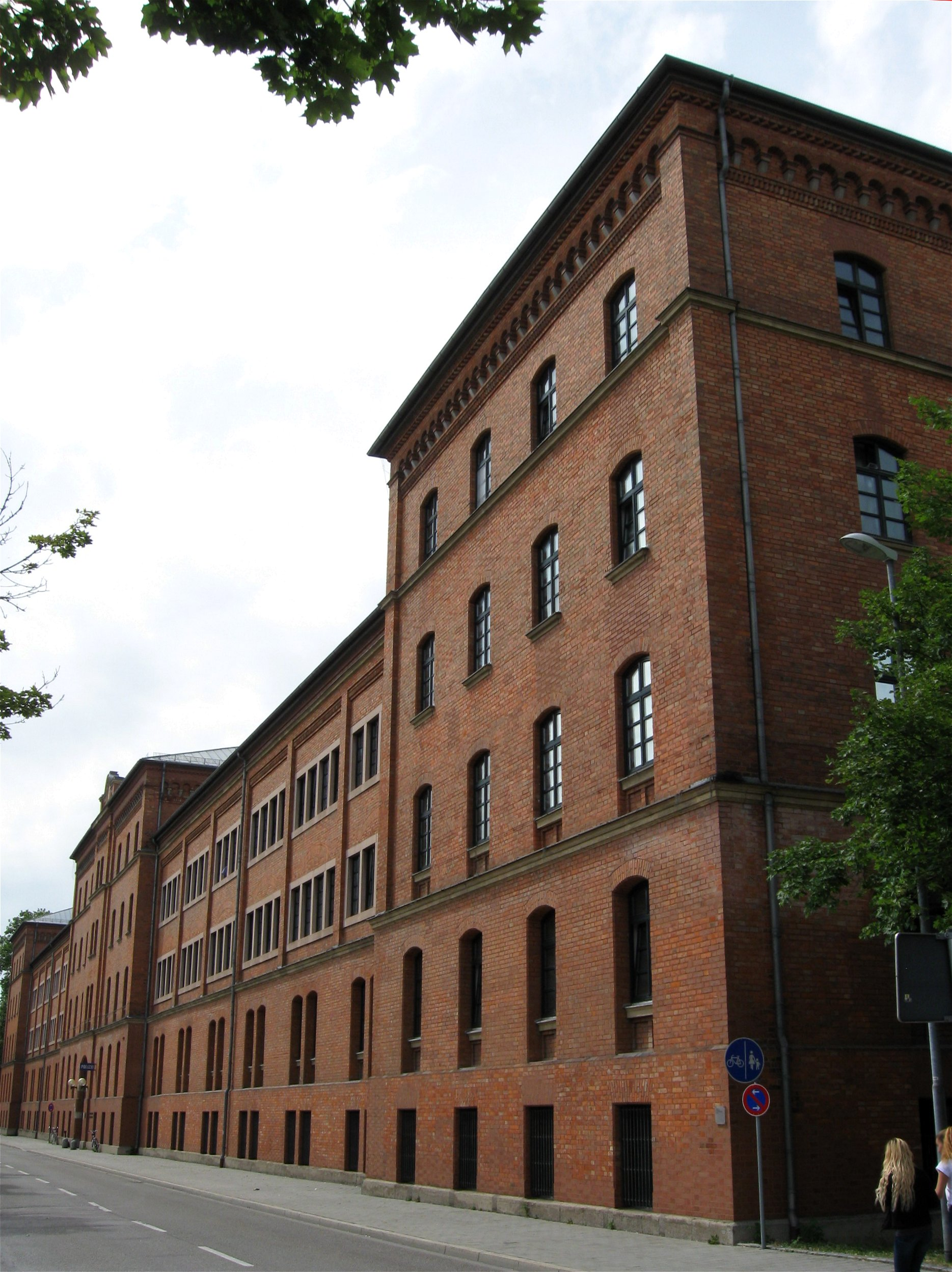
Dienstgebäude in der ehemaligen Friedenskaserne

Das Polizeipräsidium Oberbayern Nord ist einer von zehn regionalen Verbänden der Bayerischen Polizei und als solcher eine Landesmittelbehörde des Freistaates Bayern. Es ist direkt dem Bayerischen Staatsministerium des Innern, für Sport und Integration unterstellt und hat seinen Dienstsitz in Ingolstadt. Der Zuständigkeitsbereich des Polizeipräsidiums umfasst mit zehn oberbayerischen Landkreisen und der kreisfreien Stadt Ingolstadt ein Gebiet mit einer Fläche von 7256 Quadratkilometern und mehr als 1,6 Millionen Einwohnern.
Der Verband ging am 1. Januar 2009 aus dem Polizeipräsidium Oberbayern mit Sitz in München hervor, das im Rahmen der Polizeireform 2008 in das Polizeipräsidium Oberbayern Nord und das Polizeipräsidium Oberbayern Süd aufgeteilt wurde.

## Zuständigkeitsbereich
- Landkreis Dachau
- Landkreis Ebersberg
- Landkreis Eichstätt
- Landkreis Erding (einschließlich Flughafen München)
- Landkreis Freising
- Landkreis Fürstenfeldbruck
- Landkreis Landsberg am Lech
- Landkreis Neuburg-Schrobenhausen
- Landkreis Pfaffenhofen an der Ilm
- Landkreis Starnberg
- Ingolstadt

## Organisation
Mit Stand vom 31. Dezember 2024 gab es beim Polizeipräsidium Oberbayern Nord insgesamt 3175 Bedienstete, davon 2782 Polizeibeamte und 393 Polizeiangestellte (Tarifbeschäftigte). Leiter des Präsidiums ist Polizeipräsident Günther Gietl, seine ständige Vertreterin ist Polizeivizepräsidentin Kerstin Schaller. Als Dienstgebäude dient die ehemalige Friedenskaserne.

## Dienststellen
Dem Präsidium sind folgende Dienststellen unterstellt:
Bereich Ingolstadt
- Kriminalpolizeiinspektion Ingolstadt
- Verkehrspolizeiinspektion Ingolstadt
- Polizeiinspektion Beilngries mit Wasserschutzgruppe (Main-Donau-Kanal)
- Polizeiinspektion Eichstätt
- Polizeiinspektion Geisenfeld
- Polizeiinspektion Ingolstadt
- Polizeiinspektion Neuburg an der Donau
- Polizeiinspektion Pfaffenhofen an der Ilm
- Polizeiinspektion Schrobenhausen

Bereich Fürstenfeldbruck
- Kriminalpolizeiinspektion Fürstenfeldbruck
- Verkehrspolizeiinspektion Fürstenfeldbruck mit Dienstsitz München-Obermenzing
- Polizeiinspektion Dachau
- Polizeiinspektion Dießen am Ammersee mit wasserschutzpolizeilichen Aufgaben (Ammersee)
- Polizeiinspektion Fürstenfeldbruck
- Polizeiinspektion Gauting
- Polizeiinspektion Germering
- Polizeiinspektion Herrsching am Ammersee mit wasserschutzpolizeilichen Aufgaben (Wörthsee, Pilsensee)
- Polizeiinspektion Landsberg am Lech
- Polizeiinspektion Olching
- Polizeiinspektion Starnberg mit wasserschutzpolizeilichen Aufgaben (Starnberger See)

Bereich Erding
- Kriminalpolizeiinspektion Erding
- Verkehrspolizeiinspektion Freising
- Verkehrspolizeiinspektion Hohenbrunn
- Polizeiinspektion Dorfen
- Polizeiinspektion Ebersberg
- Polizeiinspektion Erding
- Polizeiinspektion Flughafen München „Franz Josef Strauß“
- Polizeiinspektion Freising
- Polizeiinspektion Moosburg an der Isar
- Polizeiinspektion Neufahrn bei Freising
- Polizeiinspektion Poing
- Polizeiinspektion Schubwesen (Auslieferungshaft, Ausweisung, Verlegung) mit Dienstsitz München-Obergiesing

## Benachbarte Kräfte
- Polizeipräsidium Schwaben Nord
- Polizeipräsidium Schwaben Süd/West
- Polizeipräsidium Oberbayern Süd
- Polizeipräsidium München
- Polizeipräsidium Niederbayern
- Polizeipräsidium Oberpfalz
- Polizeipräsidium Mittelfranken
- Bayerisches Landeskriminalamt
- Präsidium der Bayerischen Bereitschaftspolizei
- Bundespolizeipräsidium Süd